# Koivukylä (stacja kolejowa)
Koivukylä – stacja kolejowa w Koivukylä, w Vantaa, w prowincji Finlandia Południowa, w Finlandii. Znajduje się tu 1 perony.